# Bannister Green
Bannister Green är en by i Felsted, Uttlesford, Essex, England. Byn ligger 13,7 km från Chelmsford. Orten har 1 084 invånare (2015).